# Lepidodactylus moestus
Espèce
Synonymes
- Gecko moestus Peters, 1867

Statut de conservation UICN

 LC  : Préoccupation mineure
Lepidodactylus moestus est une espèce de geckos de la famille des Gekkonidae.

## Répartition
Cette espèce se rencontre en Micronésie.

## Taxinomie
Cette espèce était considérée comme synonyme de Lepidodactylus lugubris jusqu'en 1995.

## Publication originale
- Peters, 1867 : Herpetologische Notizen. Monatsberichte der Königlichen Preussischen Akademie der Wissenschaften zu Berlin, vol. 1867, p. 13-37 (texte intégral).